# Еллісбург (Нью-Джерсі)
Еллісбург (англ. Ellisburg) — переписна місцевість (CDP) в США, в окрузі Кемден штату Нью-Джерсі. Населення — 4601 особа (2020).

## Географія
Еллісбург розташований за координатами 39°55′12″ пн. ш. 75°0′34″ зх. д. / 39.92000° пн. ш. 75.00944° зх. д. (39.919889, -75.009336).  За даними Бюро перепису населення США в 2010 році переписна місцевість мала площу 2,34 км², уся площа — суходіл.

## Демографія
Згідно з переписом 2010 року, у переписній місцевості мешкало 4413 осіб у 1898 домогосподарствах у складі 1080 родин. Густота населення становила 1883 особи/км².  Було 1976 помешкань (843/км²).
Расовий склад населення:
| - 78,4 % — білих - 11,7 % — азіатів - 6,2 % — чорних або афроамериканців - 0,1 % — корінних американців - 2,3 % — осіб інших рас |

До двох чи більше рас належало 1,4 %. Частка іспаномовних становила 6,6 % від усіх жителів.
За віковим діапазоном населення розподілялося таким чином: 18,8 % — особи молодші 18 років, 56,0 % — особи у віці 18—64 років, 25,2 % — особи у віці 65 років та старші. Медіана віку мешканця становила 45,6 року. На 100 осіб жіночої статі у переписній місцевості припадало 84,2 чоловіків;  на 100 жінок у віці від 18 років та старших — 81,5 чоловіків також старших 18 років.
Середній дохід на одне домашнє господарство  становив 71 502 долари США (медіана — 61 544), а середній дохід на одну сім'ю — 98 960 доларів (медіана — 90 144). За межею бідності перебувало 14,5 % осіб, у тому числі 14,2 % дітей у віці до 18 років та 19,3 % осіб у віці 65 років та старших.
Цивільне працевлаштоване населення становило 1795 осіб. Основні галузі зайнятості: освіта, охорона здоров'я та соціальна допомога — 27,0 %, науковці, спеціалісти, менеджери — 12,4 %, фінанси, страхування та нерухомість — 10,3 %, виробництво — 10,0 %.